# معرض صور ميجي التذكاري
معرض صور ميجي التذكاري (聖 徳 記念 絵 画 館 ، سيه توكو كينين كايجاكان) هو معرض لإحياء ذكرى "الفضائل الإمبراطورية" للإمبراطور الياباني ميجي ، تم تثبيته في موقع جنازته في المنطقة الخارجية لضريح ميجي في طوكيو. يعد المعرض أحد أقدم مباني المتاحف في اليابان وفيه الكثير من ملكيات ثقافية مهمة.
في المعرض ثمانون لوحة كبيرة ، أربعون منها "على الطراز الياباني التقليدي" ( نيهونجا ) وأربعون "على الطراز الياباني المتأثر بالفنون الأوروبية" ( أسلوب اليووغا ). تصور مشاهد من حياة الإمبراطور و الزمان الذي عاشه. افتتح المعرض للجمهور في عام 1926 ، و كانت اللوحات الأخيرة تمت وركبت بعد عشر سنوات من الإفتتاح. أشرف كانيكو كنتارو على اختيار الموضوعات المناسبة للوحات والتحقق فيها ، و هو أيضا كان الرجل الذي شغل منصب رئيس مجالس تحرير Dai-Nihon Ishin Shiryō و Meiji Tennōki [明治天皇紀] ، الوثائق التاريخية المعاصرة الرئيسية على التوالي عن فترة إستعراش ميجي و أحداثه (في 4215 مجلدًا) و عن الإمبراطور ميجي وعصره (في 260 مجلدًا) ؛  على هذا النحو ، يمكن النظر إلى المعرض ولوحاته كمشروع تاريخي مرئي و مرتب زمنيا.

## خلفية
في مسحه الموجز للصور الإمبراطورية اليابانية في العصور ما قبل ميجي ، والتي تُعرف أن نماذجها الباقية هي على الأقل من فترة كاماكورا. التقطت أقدم صورة موجودة لإمبراطور ميجي في أواخر عام 1871 في ساحة يوكوسوكا البحرية لكنها لم تنشر . تم التقاط الصور في العام التالي ، استجابة لطلب من بعثة إيواكورا ، حيث لاحظ أن المندوبون الدبلوماسيين الغربيين يتبادلون معهم صور رؤساء دولهم. عندما عاد إيتو هيروبومي وأكوبو توشيميتشي لفترة وجيزة إلى طوكيو ، طُلب منهم العودة بصورة رسمية ؛ على الرغم من أنهم لم يلتقطوا صور 1872 ، للإمبراطور الشاب في زي المحكمة ، معهم عندما انطلقوا مرة أخرى إلى الولايات المتحدة ، في العام التالي ، تم التقاط صورتين جديدتين ، هذه المرة لإمبراطور اليابان بالزي الغربي ، وإرسالهما إلى البعثة الجديدة (تم اختيار صورتين من بين اثنين وسبعين صورة). التُقطت الصور الرسمية الأخيرة للإمبراطور في عام 1873 بعد عودة البعثة ، مع الإمبراطور ، الذي قطع عقدة شعر رأسه، و لبس الزي العسكري الغربي الذي أصبح لباسه المعتاد للتصوير العلني. لم يتم توزيع هذه الصور على نطاق واسع: إلا بعدما بدأ أحد الباعة في طوكيو في عام 1874 ببيع نسخ غير مصرح بها من صورة الإمبراطور و بعد نقاش مطول في الحكومة عن مدى ملاءمة بيع هذه الصور جاء القرار بحظر بيعها. لكن تداولها لم يقف ، إذ ظهرت في طبعة 16 أبريل 1878 من يوميوري شيمبون ، حيث رأيت معلقة في منزل سيئ السمعة في منطقة يوشيوارا. رفع الحظر عن صورة الإمبراطور عام 1898. لكن في تلك الفترة و بتكليف من هيجيكاتا هيساموتو ، أصبح كتاب تشيوسون 1888 goshin'ei (御真影) (في الصورة أعلاه) وزعت نسخه على على المدارس في جميع أنحاء البلاد ، حيث ساعدت في تعزيز "الوطنية والولاء للإمبراطور" و كان يوزع على الطلب في بداية الأمر. و قد وثقت عشرات الحوادث ، بين منتصف تسعينيات القرن التاسع عشر و في عام 1947 بعد الحرب العالمية الثانية ، للمعلمين الذين يخاطرون بأنفسهم لإنقاذ هذه اللوحة من القصف و غارة جوية أو التسونامي أو الحرائق ، و الزلازل ، و من السرقة. و يظهر هذا الاحترام الإصرار في المحفاظة في ضوء دستور ميجي ، الذي تنص المادة 3 منه على أن "الإمبراطور مقدس ولا ينتهك" ، وكذلك تعليقات إيتو هيروبومي على الدستور ، التي يلاحظ فيها أن الإمبراطور يجب ألا يكون موضوع للثرثرة.

## المعرض

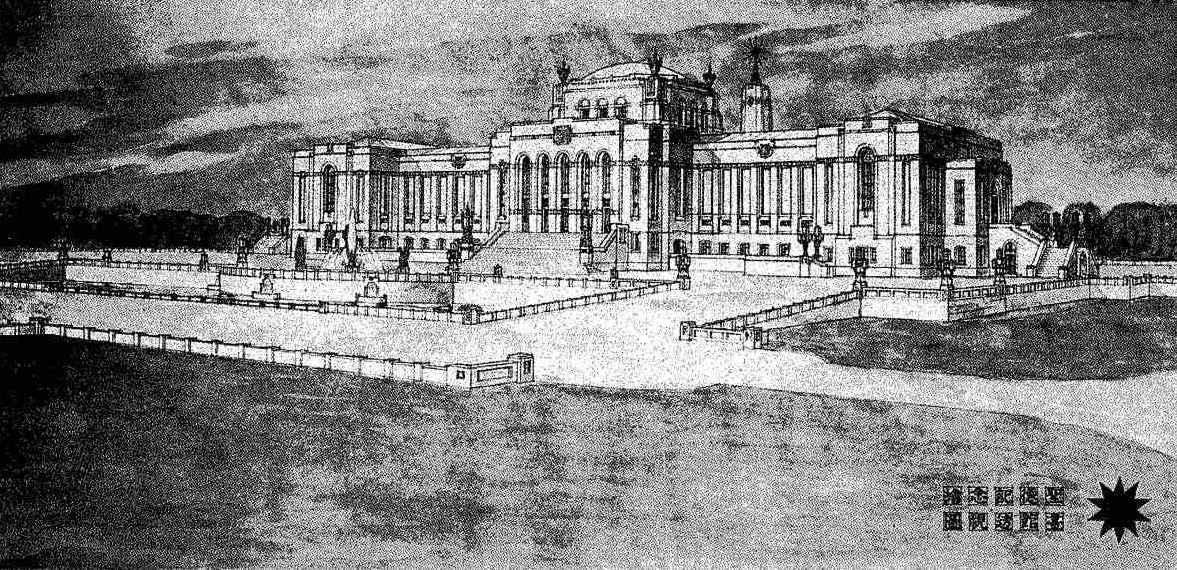
تصميم كوباياشي ماساتسوجو الفائز لـ
معرض صور ميجي التذكاري

تم بناء منطقة ميجي جينغو أو المنطقة الداخلية لميجي جينغو بين عامي 1912 و 1920 ، بدعم من الحكومة المركزية. في عام 1915 ، تم إنشاء لجنة دعم ضريح ميجي لجمع الأموال والتخطيط لمنطقة الضريح ميجي جينغو ، أو المنطقة الخارجية. بعد منافسة عامة في عام 1918 ، تم اختيار تصميم كوباياشي ماساتسوغو في العام التالي من بين مائة وستة وخمسين طلبًا تم استلامها ، و كان فورويتشي كوي وإيتو تشوتا بين الحكام. مع بعض التعديلات من قبل قسم بناء الضريح ، بدأ البناء في عام 1919 واستمر حتى عام 1926 ، بدأت شركة أوكورا دوبوكو ، وهي شركة قديمة لما يعرف الآن باسم شركة تايسي ، عملها في عام 1921. تم تعليق هذا مؤقتًا بسبب زلزال كانتو العظيم ، وبعد ذلك تم إزالة السقالات وبناء ثكنات مؤقتة لإيواء الضحايا ، تم إيواء حوالي 6400 منهم في الموقع. استؤنف البناء في مايو 1924. بدأت أعمال التشطيبات الداخلية في عام 1925 واكتملت مرحلة البناء في أواخر العام التالي. بينما كانت أوكورا دوبوكو مسؤولة عن معظم أعمال البناء والتشطيب ، تم توفير المواد من قبل الحكومة. تم الحصول على الزلط من موقع تجميع مباشر مملوك للحكومة على طول نهر ساجامي ، وقدمت أسانو سيمنت الأسمنت، وهي شركة القديمة لما هو اليوم أسمنت تايهيو. وتم جلب الفولاذ بسعر مخفض للغاية من شركة ياهاتا ستيل شو المملوكة للحكومة ، عملت السكك الحديدية والبواخر بنصف سعر الشحن المعتاد كمساهمة في هذا المشروع الوطني المهم.
يمتد الرواق من الخرسانة المسلحة حوالي 112 متر (367 قدم) من الشرق إلى الغرب و 34 متر (112 قدم) من الشمال إلى الجنوب ، ويصل ارتفاعه إلى 32 متر (105 قدم) عند قمة القبة المركزية ، ويبلغ جناحيها حوالي 16 متر (52 قدم) عالية. الجدران الخارجية مغطاة بجرانيت وأغطية نحاسيةمن محافظة أوكاياما. يأخذ التصميم الداخلي شكل قاعة مركزية فسيحة ، مكسوة بالرخام المحلي (56٪ من مينو أكاساكا بمحافظة جيفو ، والباقي من إهيمه ، فوكوشيما ، جونما ، أوكاياما ، ياماغوتشي ) وبها أرضية من البلاط من الرخام والفسيفساء ؛ هناك معرضان للوحات مفتوحان على الجانبين ، كل منها بأربعين لوحة ،الأربعين الأولى على الأسلوب التقليدي على اليمين ، إلى اليسار الأربعين الثانية على أسلوب اليووغا . تعد الهندسة المعمارية ، التي تم التأكيد فيها على الخطوط المستقيمة ، من أقدم مباني المتاحف في البلاد ، وهي "لا تُنسى ومتينة وفخمة" ، وفي يونيو 2011 تم تصنيف المعرض كممتلكات ثقافية مهمة تحت القانون الياباني ، بسبب "تميزه في التصميم" و "تقنيات البناء الفائقة" ، ولا سيما تلك المستخدمة في قبة الصدفة ولإضاءة صالات الرسم ، والتي تضاء بشكل طبيعي من الأعلى. 
تم الانتهاء من المعرض في 22 أكتوبر 1926 ، وافتتح المعرض بشكل خاص للجمهور ليوم واحد في اليوم التالي ، على الرغم من أنه تم في هذه المرحلة تخصيص خمس لوحات فقط ، واحدة تقليدية ، وأربعة يوجا . شهد العام نفسه أيضًا إنشاء الحدائق الخارجية لضريح Gaien أو Meiji ، والتي تغطي حوالي 77 أكر (31 ها) . من 1 أكتوبر 1927 كان المعرض مفتوحا في عطلات نهاية الأسبوع والعطلات الرسمية فقط. شهد يوم 21 أبريل 1936 احتفالًا تذكاريًا خاصًا على الانتهاء من اللوحات وبعد عام واحد بالضبط تم افتتاح المعرض للجمهور على أساس التفرغ. في ديسمبر 1944 ، تم إغلاق المعرض بسبب حالة الحرب. مع الاحتلال الأمريكي ، تم الاستيلاء على المعرض من قبل قوات الاحتلال ( حدث مشابه Bayreuth Festspielhaus ) و هي أوضاع إنتهت عام 1952. في الآونة الأخيرة ، في عام 2005 ، تم العثور على 2200 لوح تصوير ضوئي من وقت البناء في مخزن معرض.

## اللوحات
هناك ثمانين لوحة لكنهم ليسوا ثمانون فنانًا، Kondō Shōsenو Yūki Somei مسؤولان عن اثنين ، و Kobori Tomoto لثلاثة. تشغل اللوحات حجومات تتراوح في ثلاثة أمتار * 2.7 متر * 2.5
|    | اللوحة | الرسام                                      | موعد تقديم اللوحة     |  | الصورة                                                                  |
| -- | --- | ------------------------------------------- | --------------------- |  | ----------------------------------------------------------------------- |
| 1  | مولد الإمبراطور ميجي御降誕Go-kōtan                                                                                               | Takahashi Shūka (高橋秋華)(1877–1953)       | July 1930             |  |                                                                         |
| 2  | شعائر النمو 御深曾木 On-fukasogi                                                                                                 | Kitano Tsunetomi (北野恒富)(1880–1947)      | November 1934         |  |                                                                         |
| 3  | Investiture of the Crown Prince 立親王宣下 Ritsu shinnō senge                                                                    | Hashimoto Eihō (橋本永邦)(1886–1944)        | June 1931             |  |                                                                         |
| 4  | الإرتقاء لعرش الحكم 践祚 Senso                                                                                                   | Kawasaki Shōko (川崎小虎)(1886–1977)        | August 1930           |  | (not public domain until 2047)                                          |
| 5  | Resignation of the Last Shōgun大政奉還Taisei hōkan                                                                               | Murata Tanryō (邨田丹陵)(1872–1940)         | October 1935          |  |                                                                         |
| 6  | إستعادة حكم الإمبراطور 王政復古 Ōsei-fukko                                                                                       | Shimada Bokusen (島田墨仙)(1867–1943)       | March 1931            |  |                                                                         |
| 7  | معارك توبا و فوشيمي 伏見鳥羽戦 Fushimi-Toba-sen                                                                                  | Matsubayashi Keigetsu (松林桂月)(1876–1963) | July 1933             |  |                                                                         |
| 8  | حفل نيل هدف الناس御元服Go-genpuku                                                                                                | Itō Kōun (伊東紅雲)(1880–1939)              | November 1928         |  |                                                                         |
| 9  | زيارة الإمبراطور للداجوكان 二条城太政宮代行幸 Nijō-jō Dakōjan dai-gyōkō                                                          | Kobori Tomoto (小堀鞆音)(1864–1931)         | April 1933            |  |                                                                         |
| 10 | الجيش الإمبراطوري يغادر كيوتو 大総督熾仁親王京都進発 Dai-sōtoku Taruhito shinnō Kyōto shinpatsu                                  | Takatori Wakanari (高取稚成)(1867–1935)     | September 1931        |  |                                                                         |
| 11 | الإمبراطور يستقبل السفراء الأجانب 各国公使召見 Kakkoku kōshi shōken                                                              | Hiroshima Kōho (広島晃甫)(1889–1951)        | November 1930         |  |                                                                         |
| 12 | إعلان القسم الإمبراطوري五箇條御誓文Gokajō no go-seimon                                                                           | Inui Nanyō (乾南陽)(1870–1940)              | April 1928            |  |                                                                         |
| 13 | استسلام قلعة ييدو江戸開城談判Edo kaijō danpan                                                                                    | Yūki Somei (結城素明)(1875–1957)            | December 1935         |  |                                                                         |
| 14 | الإمبراطور يراجع سفن العشائر الحربية 大阪行幸諸藩軍艦御覧 Ōsaka gyōkō shohan gunkan goran                                        | Okada Saburōsuke(1869–1939)                 | April 1936            |  |                                                                         |
| 15 | تنصيب الإمبراطور 即位礼 Sokui no rei                                                                                             | Ikai Shōkoku (猪飼嘯谷)(1881–1939)          | December 1934         |  |                                                                         |
| 16 | الإمبراطور يشاهد حصاد الأرز 農民収穫御覧 Nōmin shūkaku goran                                                                     | Morimura Gitō (森村宜稲)(1872–1938)         | August 1930           |  |                                                                         |
| 17 | وصول الإمبراطور لطوكيو 東京御着輦 Tōkyō go-chakuren                                                                              | Kobori Tomoto (小堀鞆音)(1864–1931)         | October 1934          |  |                                                                         |
| 18 | تنصيب الامبراطورة 皇后冊立 Kōgō no sakuritsu                                                                                     | Suga Tatehiko (菅楯彦)(1878–1963)           | December 1935         |  |                                                                         |
| 19 | الإمبراطور في ضريح إيسه الكبير 神宮親謁 Jingū shinetsu                                                                           | Matsuoka Eikyū (松岡映丘)(1881–1938)        | April 1927            |  |                                                                         |
| 20 | نهاية العشائر الإقطاعية廃藩置県Haihan chiken                                                                                     | Kobori Tomoto (小堀鞆音)(1864–1931)         | September 1931        |  |                                                                         |
| 21 | بعثة إيواكورا إلى أمريكا وأوروبا岩倉大使欧米派遣Iwakura taishi Ōbei haken                                                        | Yamaguchi Hōshun(1893–1971)                 | December 1934         |  | (not public domain until 2041)                                          |
| 22 | طقوس عيد الشكر الإمبراطوري العظيم大嘗祭Daijō-sai                                                                                 | Maeda Seison(1885–1977)                     | July 1933             |  | (not public domain until 2047)                                          |
| 23 | جولة إمبراطورية في تشوغوكو وكيوشو (دخول ميناء ناغازاكي) 中国西国巡幸（長崎御入港） Chūgoku Saikoku junkō (Nagasaki go-nyūkō)     | Yamamoto Morinosuke (山本森之助)(1877–1928) | December 1928         |  |                                                                         |
| 24 | جولة إمبراطورية في تشوغوكو وكيوشو (الإمبراطور في كاجوشيما) 中国西国巡幸（鹿児島着御） Chūgoku Saikoku junkō (Kagoshima chakugyo) | Yamanouchi Tamon (山内多門)(1878–1932)      | November 1930         |  |                                                                         |
| 25 | افتتاح خط سكة حديد طوكيو يوكوهاما 京浜鉄道開業式行幸 Keihin tetsudō kaigyō-shiki gyōkō                                           | Komura Daiun (小村大雲)(1883–1938)          | June 1935             |  |                                                                         |
| 26 | تأسيس عشيرة ريوكو琉球藩設置Ryūkyū-han setchi                                                                                     | Yamada Shinzan (山田真山)(1885–1977)        | December 1928         |  | (not public domain until 2047)                                          |
| 27 | الإمبراطور يراجع المناورات العسكرية 習志野之原演習行幸 Narashino-no-hara enshū gyōkō                                             | Koyama Eitatsu (小山栄達)(1880–1945)        | September 1929        |  |                                                                         |
| 28 | الإمبراطورة في مصنع الحرير 富岡製糸場行啓 Tomioka seishijō gyōkei                                                                | Arai Kampō(1878–1945)                       | February 1933         |  |                                                                         |
| 29 | جنود الإمبراطور يتجهزون 御練兵 Go-renbei                                                                                         | Machida Kyokukō (町田曲江)(1879–1967)       | November 1928         |  |                                                                         |
| 30 | جلالته في محاضرة 侍講進講 Jikō shinkō                                                                                            | Dōmoto Inshō(1891–1975)                     | October 1934          |  | (not public domain until 2045)                                          |
| 31 | الإمبراطور في زيارة شخصية 徳川邸行幸 Tokugawa-tei gyōkō                                                                          | Kimura Buzan(1876–1942)                     | December 1930         |  |                                                                         |
| 32 | الإمبراطورة تشاهد زراعة الأرز 皇后宮田植御覧 Kōgō-miya taue goran                                                                | Kondō Shōsen (近藤樵仙)(c.1866–1951)        | December 1927         |  |                                                                         |
| 33 | المؤتمر الأول للمحافظين 地方官会議臨御 Chihōkan kaigi ringyo                                                                     | Isoda Chōshū (磯田長秋)(1880–1947)          | January 1928          |  |                                                                         |
| 34 | الإمبراطورة في مدرسة للبنات 女子師範学校行啓 Joshi shihan gakkō gyōkei                                                           | Yazawa Gengetsu (矢沢弦月)(1886–1952)       | April 1934            |  |                                                                         |
| 35 | الامبراطور يفحص الخيول 奥羽巡幸馬匹御覧 Ōu junkō bahitsu goran                                                                   | Neagari Tomiji (根上富治)(1895–1981)        | October 1934          |  | (not public domain until 2051)                                          |
| 36 | الضريح الإمبراطوري في يونيبي畝傍陵親謁Unebi-ryō shinetsu                                                                         | Yoshida Shūkō (吉田秋光)(1887–1946)         | January 1932          |  |                                                                         |
| 37 | حصار قلعة كوماموتو西南役熊本籠城Seinan-eki Kumamoto rōjō                                                                         | Kondō Shōsen (近藤樵仙)(c.1866–1951)        | October 1926          |  |                                                                         |
| 38 | حضور معرض صناعي内国勧業博覧会行幸啓Naikoku kangyō hakurankai gyōkō kei                                                           | Yūki Somei (結城素明)(1875–1957)            | April 1936            |  |                                                                         |
| 39 | الإمبراطور والإمبراطورة الأرملة في مسرحية نوه 能楽御覧 Nōgaku goran                                                              | Konoshima Ōkoku (木島桜谷)(1877–1938)       | December 1934         |  |                                                                         |
| 40 | الإمبراطورة تأليف قصيدة 初雁の御歌 Hatsu-gan no o-uta                                                                            | Kaburagi Kiyotaka(1878–1972)                | February 1932         |  | (not public domain until 2042)                                          |
| 41 | لقاء الإمبراطور الجنرال يو إس جرانت グラント将軍と御対話 Guranto shōgun to o-taiwa                                               | Ōkubo Sakujirō (大久保作次郎)(1890–1973)    | July 1930             |  | (not public domain until 2043)                                          |
| 42 | الإمبراطور في هوكايدو 北海道巡幸屯田兵御覧 Hokkaidō junkō tondenhei goran                                                        | Takamura Shimpu (高村真夫)(1876–1955)       | August 1928           |  |                                                                         |
| 43 | زيارة منجم فضة 山形秋田巡幸鉱山御覧 Yamagata Akita junkō kōzan o                                                                 | Gomi Seikichi (五味清吉)(1886–1954)         | October 1926          |  |                                                                         |
| 44 | إنشاء نظام التحويل النقدي 兌換制度御治定 Dakan seido go-jijō                                                                     | Matsuoka Hisashi(1862–1944)                 | February 1928         |  |                                                                         |
| 45 | الانتداب الإمبراطوري للجيش والبحرية 軍人勅諭下賜 Gunjin chokuyu kashi                                                            | Terasaki Takeo (寺崎武男)(1883–1967)        | October 1926          |  |                                                                         |
| 46 | مؤتمر مراجعة المعاهدات 条約改正会議 Jōyaku kaisei kaigi                                                                          | Ueno Hiroichi (上野広一)(1886–1964)         | January 1931          |  |                                                                         |
| 47 | الإمبراطور يزور إيواكورا المريض 岩倉邸行幸 Iwakura-tei gyōkō                                                                     | Kita Renzō (北蓮蔵)(1877–1953)              | January 1927          |  |                                                                         |
| 48 | الإمبراطورة في مدرسة النبلاء 華族女学校行啓 Kazoku jogakkō gyōkei                                                                | Atomi Yutaka (跡見泰)(1884–1953)            | November 1927         |  |                                                                         |
| 49 | Patroness of the Tokyo Charity Hospital 東京慈恵医院行啓 Tōkyō jikei iin gyōkei                                                  | Mitsutani Kunishirō(1874–1936)              | May 1927              |  |                                                                         |
| 50 | مؤتمر حول صياغة الدستور枢密院憲法会議Sūmitsuin kenpō kaigi                                                                       | Goseda Hōryū (五姓田芳柳)(1864–1943)        | October 1926          |  |                                                                         |
| 51 | إصدار الدستور憲法発布式Kenpō happu shiki                                                                                         | Wada Eisaku(1874–1959)                      | April 1936            |  |                                                                         |
| 52 | العرض الكبير للاحتفال بالدستور 憲法発布観兵式行幸啓 Kenpō happu kanpei shiki gyōkō kei                                           | Katata Tokurō (片多徳郎)(1889–1934)         | February 1928         |  |                                                                         |
| 53 | جلسة شعرية في القصر الإمبراطوري 歌御会始 Uta-gokai hajime                                                                        | Yamashita Shintarō(1881–1966)               | ديسمبر 1927ديسمبر1927 |  |                                                                         |
| 54 | الإمبراطور في المناورات العسكرية المشتركة 陸海軍大演習御統監 Rikukaigun dai-enshū go-tōkan                                       | Nahahara Kōtarō (長原孝太郎)(1864–1930)     | May 1931              |  |                                                                         |
| 55 | التعميمات الإمبراطورية في التعليم教育勅語下賜Kyōiku chokugo kashi                                                                | Ataka Yasugorō (安宅安五郎)(1883–1960)      | November 1930         |  |                                                                         |
| 56 | افتتاح أول مجلس إمبراطوري 帝国議会開院式臨御 Teikoku Gikai kaiin shiki ringyo                                                    | Kosugi Misei (小杉未醒)(1881–1964)          | September 1928        |  |                                                                         |
| 57 | ذكرى الإمبراطور الزفاف الفضي 大婚二十五年祝典 Daikon nijūgo-nen shukuten                                                         | Hasegawa Noboru (長谷川昇)(1886–1973)       | June 1927             |  | (not public domain until 2043)                                          |
| 58 | معركة بيونغ يانغ日清役平壌戦Nisshin-eki Pyon'yan-sen                                                                             | Kanayama Heizō(1883–1964)                   | December 1933         |  |                                                                         |
| 59 | معركة البحر الأصفر日清役黄海海戦Nisshin'eki Kō-kai kaisen                                                                        | Ōta Kijirō (太田喜二郎)(1883–1951)          | July 1934             |  |                                                                         |
| 60 | الإمبراطور في المقر الإمبراطوري 広島大本営軍務親裁 Hiroshima daihon'ei gunmu shinsai                                             | Minami Kunzō(1883–1950)                     | July 1928             |  |                                                                         |
| 61 | الإمبراطورة تزور الجنود الجرحى 広島予備病院行啓 Hiroshima yobi byōin gyōkei                                                      | Ishii Hakutei(1882–1958)                    | December 1929         |  |                                                                         |
| 62 | مؤتمر السلام في شيمونوسيكي 下関講和談判 Shimonoseki kōwa danpan                                                                  | Nagatochi Hideta (永地秀太)(1873–1942)      |                       |  |                                                                         |
| 63 | استعادة السلام في تايوان台湾鎮定Taiwan chintei                                                                                   | Ishikawa Toraji (石川寅治)(1875–1964)       | April 1928            |  |                                                                         |
| 64 | الإمبراطور في ضريح ياسوكوني 靖国神社行幸 Yasukuni Jinja gyōkō                                                                    | Shimizu Yoshio (清水良雄)(1891–1954)        | July 1929             |  |                                                                         |
| 65 | قاعة شينتنفو 振天府 Shintenfu | Kawamura Kiyoo(1852–1934)                   | October 1931          |  |                                                                         |
| 66 | معاهدة التحالف الأنجلو يابانية日英同盟Nichiei dōmei                                                                              | Yamamoto Kanae(1882–1946)                   | October 1932          |  |                                                                         |
| 67 | الإمبراطورة في اجتماع للصليب الأحمر 赤十字社総会行啓 Akajūji-sha sōkai gyōkei                                                    | Yuasa Ichirō (湯浅一郎)(1869–1931)          | July 1929             |  |                                                                         |
| 68 | إعلان الحرب مع روسيا対露宣戦布告御前会議tai-Ro sensen fukoku gozen kaigi                                                         | Yoshida Shigeru (吉田苞)(1883–1953)         | March 1934            |  |                                                                         |
| 69 | استسلام بورت آرثر日露役旅順開城Nichiro-eki ryojun kaijō                                                                          | Arai Rokuo (荒井陸男)(1885–1972)            | October 1928          |  | (not public domain until 2042)                                          |
| 70 | معركة موكدين日露役奉天戦Nochiro-eki Hōten-sen                                                                                    | Kanokogi Takeshirō(1874–1941)               | October 1926          |  |                                                                         |
| 71 | معركة بحر اليابان日露役日本海海戦Nichiro-eki Nihon-kai kaisen                                                                    | Nakamura Fusetsu(1866–1943)                 | October 1928          |  |                                                                         |
| 72 | مؤتمر السلام في بورتسموثポーツマス講和談判Pōtsumasu kōwa danpan                                                                  | Shirataki Ikunosuke (白滝幾之助)(1873–1960) | November 1931         |  |                                                                         |
| 73 | استعراض النصر الكبير للبحرية 凱旋観艦式 Gaisen kankan shiki                                                                      | Tōjō Shōtarō (東城鉦太郎)(1865–1929)        | May 1929              |  |                                                                         |
| 74 | مراجعة الجيش الكبير المنتصر 凱旋観兵式 Gaisen kanbei shiki                                                                       | Kobayashi Mango (小林万吾)(1870–1947)       | December 1931         |  |                                                                         |
| 75 | ترسيم حدود سخالين樺太国境画定Karafuto kokkyō kakutei                                                                             | Yasuda Minoru (安田稔)(1881–1965)           | December 1932         |  |                                                                         |
| 76 | حفلة حديقة الأقحوان 観菊会 Kangikukai                                                                                            | Nakazawa Hiromitsu (中沢弘光)(1874–1964)    | May 1931              |  |                                                                         |
| 77 | اتحاد كوريا واليابان日韓合邦Nikkan gappō                                                                                         | Tsuji Hisashi (辻永)(1884–1974)             | October 1927          |  | (not public domain until 2044)                                          |
| 78 | الإمبراطور في جامعة طوكيو الإمبراطورية 東京帝国大学行幸 Tōkyō Teikoku Daigaku gyōkō                                              | Fujishima Takeji(1867–1943)                 | April 1936            |  |                                                                         |
| 79 | مرض الإمبراطور النهائي 不豫 Fuyo                                                                                                 | Tanabe Itaru (田辺至)(1886–1968)            | March 1927            |  | (not public domain until 2038)                                          |
| 80 | الجنازة الإمبراطورية 大葬 Taisō                                                                                                  | Wada Sanzō(1883–1967)                       | July 1933             |  | ملف:Imperial Funeral by Wada Sanzo (Meiji Memorial Picture Gallery).jpg |

## أنظر أيضا
- المعهد التأريخي لجامعة طوكيو
- قائمة الخصائص الثقافية المهمة لليابان (فترة تايشو: الهياكل)
- قائمة المتاحف في طوكيو
- حديقة ميجي نو موري مينو شبه الوطنية
- حديقة ميجي نو موري تاكاو شبه الوطنية

## ملحوظات
1. ↑  「記念性の高い重厚な外観意匠」「重文指定基準１：(一）意匠的に優秀なもの」「重文指定基準２：(二）技術的に優秀なもの」
2. ↑  The eighty paintings are illustrated and described, in Japanese and English, the former identifying all the figures via accompanying labelled line drawings, in Meiji Jingū Gaien, ed. (2001)

## روابط خارجية
- باللغة الإنجليزية Meiji Memorial Picture Gallery
- باللغة اليابانية The paintings arranged by month (Meiji Jingū Gaien)
- باللغة اليابانية Gallery timeline (Meiji Jingū Gaien)